# IC 780
IC 780 — галактика типу E-S0 (еліптична спіральна галактика) у сузір'ї Волосся Вероніки.
Цей об'єкт міститься в оригінальній редакції індексного каталогу.